# Хусбю (станция метро)
Хусбю (швед. Husby) — станция Стокгольмского метрополитена, расположенная на Синей линии между станциями «Акалла» и «Чиста». Обслуживается маршрутом Т11.
Находится в западном округе Стокгольма в районе Хусбю.
Введена в эксплуатацию 5 июня 1977 года. Расстояние от начала маршрута Kungsträdgården составляет 15 км. Имеет одну прямую платформу островного типа.
Оформление станции в жёлтых тонах, с берёзовыми мотивами и изображениями кораблей.